# Simona Sparaco
Pour les articles homonymes, voir Sparaco.
Simona Sparaco, née le 14 décembre 1978 à Rome dans la région du Latium, est une romancière italienne.

## Biographie
Elle naît à Rome en 1978. Après des études à l'université de Rome « La Sapienza », elle suit des cours d'écriture créative à l'école Holden (it) à Turin. Elle travaille ensuite pour la télévision italienne avant de devenir romancière.
En 2013, elle est finaliste du prix Strega avec le roman Le Dernier battement de cœur (Nessuno sa di noi) qui narre le délicat parcours d'un couple qui apprend pendant la grossesse que leur futur enfant souffre d'une maladie incurable.

## Œuvre

### Romans
- Lovebook (2009)
- Bastardi senza amore (2010)
- Nessuno sa di noi (2013) Publié en français sous le titre Le Dernier battement de cœur, traduction d’Élise Gruau, Neuilly-sur-Seine, éditions Michel Lafon, 2016
- Se chiudo gli occhi (2014) Publié en français sous le titre Si je ferme les yeux, traduction d’Élise Gruau, Neuilly-sur-Seine, éditions Michel Lafon, 2017
- Equazione di un Amore (2016)
- Sono cose da grandi (2017)

## Prix et distinctions notables
- Prix Premio Roma Narrativa Saggistica (narration et essai) en 2013 pour Le Dernier battement de cœur (Nessuno sa di noi).
- Finaliste du prix Strega en 2013 pour Le Dernier battement de cœur (Nessuno sa di noi).
- Prix Tropea en 2015 pour Si je ferme les yeux (Se chiudo gli occhi).